# Línea de demarcación (Francia)
La línea de demarcación francesa era la línea divisoria que marcaba la división de la Francia metropolitana en el territorio ocupado y administrado por el ejército alemán (Zone occupée) en la parte norte y oeste de Francia y la zona libre (zone libre) en el sur durante la Segunda Guerra Mundial. Fue creada por el Armisticio del 22 de junio de 1940 después de la caída de Francia en mayo de 1940.
La ruta de la línea de demarcación se especificó en los Artículos del Armisticio. También se le llamó la línea verde porque estaba marcada en verde en el mapa conjunto producido en la Convención del Armisticio. En alemán, la línea se conoce como Demarkationslinie, a menudo acortada a Dema-Linie o incluso Dema.
Se requerían documentos para cruzar la línea legalmente, pero pocos tenían este privilegio.
La línea de demarcación se volvió discutible en noviembre de 1942 después de que los alemanes cruzaron la línea e invadieron la Zona Libre en la Operación Antón. Después de esto, toda Francia estaba bajo la ocupación alemana, y la zona ocupada al norte de la línea se conoció como la "Zona norte" (Zone nord) y la antigua Zona libre se convirtió en la "zona sur" (Zone sud). La línea fue anulada oficialmente el 1 de marzo de 1943.

## Armisticio del 22 de junio
El artículo II del Armisticio de 22 de junio de 1940 define la línea de demarcación:
Para salvaguardar los intereses del Reich alemán, el territorio del Estado francés al norte y al oeste de la línea trazada en el mapa adjunto será ocupado por tropas alemanas.
En la medida en que las partes a ocupar aún no estén bajo el control de las tropas alemanas, esta ocupación se llevará a cabo inmediatamente después de la conclusión de este tratado.

## La línea

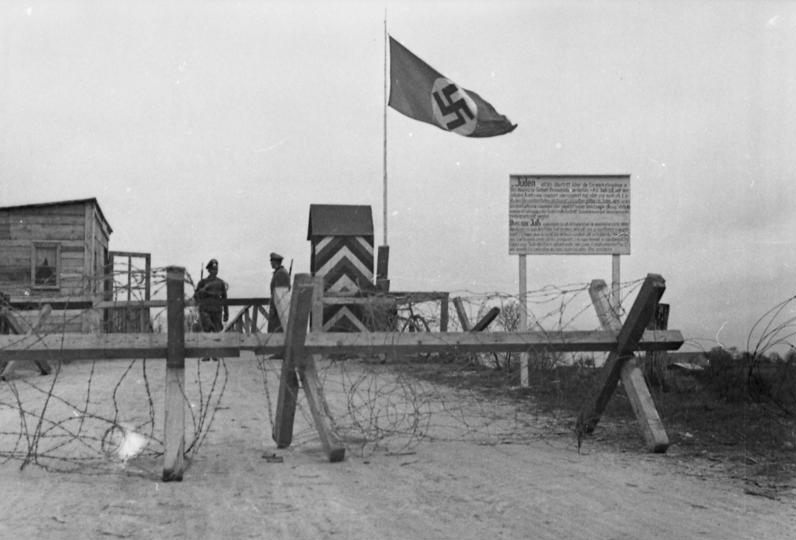
Puesto de control alemán en la línea de demarcación.

Inicialmente, el armisticio del 22 de junio de 1940 preveía la "ocupación del territorio sin dar al gobierno francés un espacio libre". La derrota total y rápida de Francia seguida de su partición no había sido estudiada por el Estado Mayor alemán. Finalmente, esta partición, que perjudicaba a los vencidos, fue decidida por el ganador. Así, el 22 de junio de 1940, los generales Wilhelm Keitel de la Alemania nazi y Charles Huntziger de Francia firmaron un armisticio que describía en el artículo 2 la creación de una partición del área metropolitana de Francia. El artículo 3, sin embargo, declaró:
"El gobierno alemán tiene la intención de reducir al mínimo la ocupación de la costa oeste después del cese de las hostilidades con Inglaterra".
que la delegación francesa no tenía poder para aceptar en ningún caso. Este acuerdo fue la base de una tensa relación política entre los dos beligerantes. La delegación francesa en la Comisión del Armisticio alemán en Wiesbaden indicó que esta línea de demarcación era una violación de la soberanía territorial que tenía un carácter arbitrario tanto como la línea era vaga y las solicitudes de precisión eran en vano. Si la ruta parecía simple a nivel nacional, a nivel departamental y local las incertidumbres e inexactitudes eran muy numerosas.
El régimen del mariscal Philippe Pétain no conocía la ruta exacta de la línea hasta finales de 1941. En la práctica, los ocupantes modificaban regularmente la ruta a pedido de las autoridades locales.
Desde la frontera suiza pasó por Dole, Chalon-sur-Saône, Digoin, Paray-le-Monial, Moulins, Vierzon, Angoulême, Langon, Mont-de-Marsan, Saint-Jean-Pied-de-Port antes de llegar a la frontera española.
Cubriendo casi 1.200 kilómetros, la línea de demarcación cruzó trece departamentos: Basses-Pyrénées (Pyrénées-Atlantiques desde 1969), Landes, Gironde, Dordogne, Charente, Vienne, Indre-et-Loire, Loir-et-Cher, Cher, Allier, Saône -et-Loire, Jura y Ain. De un total de 90 departamentos, el ejército alemán ocupó 42 en su totalidad, 13 en parte, mientras que 35 no estaban ocupados.

## Objetivos
El objetivo de la línea de demarcación, según un oficial alemán, era hacer que el gobierno francés fuera dócil: tres cuartas partes de la producción de trigo y carbón en Francia ocurrieron en la zona ocupada, así como casi todo el acero, los textiles y el azúcar. producción. Si bien no era formalmente parte de la Europa ocupada, la Zona Libre dependía en gran medida de Alemania.
Solo fue posible cruzar la línea legalmente obteniendo una tarjeta de identidad (Ausweis) o una tarjeta de libre circulación (Passierschein) de las autoridades de ocupación después de muchos trámites. El régimen de Vichy no ofrecía tarjetas permanentes de libre circulación: solo Pierre Laval y Fernand de Brinon tenían este privilegio.

## Organización administrativa
La burocracia francesa tuvo que ser reorganizada. Por ejemplo, se crearon estaciones de policía en las partes no ocupadas de regiones divididas.
La desorganización del país se amplificó por otras líneas de demarcación:
- La Zona Noreste: la línea que separaba a Alsacia y Mosela (anexada el 18 de octubre de 1940)[7] de la Zone Interdite. Ver: Alsacia-Lorena y Gau Westmark;
- La Zona de asentamiento alemana donde se prohibió el regreso de los refugiados: incluyendo parte de Jura, Haute-Marne, Aisne y Somme y todo Doubs, Haute-Saône, Territorio de Belfort, Vosges, Meurthe-et-Moselle, Meuse y Ardennes;
- La Zona Norte bajo la administración militar alemana de Bélgica, incluidos Nord y Pas-de-Calais;
- Una franja de 50 km de ancho a lo largo de la frontera italiana,[8] delimitada por la "línea púrpura" se convirtió en una zona desmilitarizada;
- Las zonas costeras fueron prohibidas a partir de abril de 1941.

## El final de la línea de demarcación
El 11 de noviembre de 1942, en reacción a los desembarcos aliados en el norte de África, los alemanes cruzaron la línea de demarcación e invadieron la Zona Libre en la Operación Anton. Italia, aprovechando esta invasión, decidió ocupar el área que quería, lo que llevó a la extensión de la zona de ocupación italiana. Esto condujo a su vez al hundimiento de la flota francesa en Toulon y la disolución del ejército de Vichy el 27 de noviembre de 1942. La línea de demarcación se eliminó el 1 de marzo de 1943, pero catorce puntos de control principales subsistieron en la ruta anterior de la línea.